# Нансен (озеро)
Нансен (исп. Lago Nansen) — озеро в Аргентине, расположено на территории департамента Рио-Чико провинции Санта-Крус. Площадь озера равна 41 км², длина береговой линии составляет 82 километра.
Озеро вытянуто с севера на юг вдоль восточных склонов хребта Сьерра-де-лас-Вакас. В Нансен впадают воды озера Асара, реки Рио-Бланко и небольших ручьёв, вытекает река Карнера — приток Майера. Ранее озеро вместе с соседними озёрами Бельграно, Бурмейстер, Асара, Моготе и Волькан входило в состав палеоозера Кальдениус, уровень воды которого был на 100 метров выше современного уровня Бельграно, а сток осуществлялся в Атлантический океан.
Климат территории — континентальный, с перепадом температур от −30 °C зимой до +15 °C летом. Древесная растительность представлена нотофагусовыми лесами, преобладающие виды — ленга и нотофагус берёзовый. В озере обитает эндемичный вид амфибий Chatelnobatrachus grandisonae.